# Partido judicial de Vivero
El partido judicial de Vivero es uno de los 45 partidos judiciales en los que se divide la Comunidad Autónoma de Galicia, siendo el partido judicial n.º 6 de la provincia de Lugo.
Comprende a los municipios mariñanos de Burela, Cervo, Foz, Orol, Vicedo, Vivero y Jove.
La cabeza de partido y por tanto sede de las instituciones judiciales es Vivero. La dirección del partido se sitúa en la Calle Alonso Pérez de la localidad. Vivero cuenta con dos Juzgados de Primera Instancia e Instrucción.

## Contexto histórico
El primitivo partido judicial de Vivero se estableció en el año 1841. Su jurisdicción comprendía a los municipios de Cervo, Jove, Muras, Orol, Riobarba y Vivero. Su extensión superficial era de 718 kilómetros cuadrados.
En 1952 desaparece el municipio de Riobarba, dando paso al de Vicedo, que se inscribe en el partido judicial.
En 1988, a raíz de la promulgación de la Ley de Demarcación y de Planta Judicial, la superficie jurisdiccional de Vivero se ve afectada. El municipio de Muras pasa a formar parte del partido judicial de Villalba, pero por otra parte se incorpora el de Foz, que previamente había pertenecido al partido judicial de Mondoñedo
En 1994 se añade al partido judicial el municipio de Burela, que surgió de la segregación de Burela del de Cervo.